# K1A2
K1 Xe tăng chủ lực (MBT) được phát triển vào những năm 1980 bởi Hyundai để đáp ứng các yêu cầu của nước Cộng hòa của Quân đội Hàn Quốc dựa trên các xe tăng quân đội Hoa Kỳ M1 Abrams. Nó có tính năng một 105mm súng chính cùng với một khẩu súng máy đồng trục 7,62mm và súng máy 12,7 mm của một chỉ huy. Bên cạnh đó, cấu hình thấp, nhỏ gọn, giáp bảo vệ, và tính di động cao làm cho K1 một xe tăng chiến đấu rất survivable. Khoảng 1.500 loạt xe tăng K1 đã được mua sắm bằng nước Cộng hòa của Quân đội Hàn Quốc từ cuối năm 1980 đến năm 2010. 
Các K1A2 là một dự án nâng cấp xe tăng được phát triển bởi Hyundai Rotem từ năm 2008 đến năm 2010 với sản xuất hàng loạt sẽ diễn ra sau năm 2012. Các xe tăng mới tiêu chuẩn tập trung vào việc cải thiện hiệu suất để đáp ứng các yêu cầu của chiến trường trong tương lai.Việc nâng cấp K1A2 bao gồm kiểm soát chỉ huy tự động, hệ thống phòng thủ chủ động với mềm diệt vũ khí chống lại tên lửa và tên lửa và không khí lạnh. Việc kiểm soát chỉ huy tự động bao gồm các bạn xác định hay thù (IFF), công nhận vị trí (GPS + INS), thông tin liên lạc không dây kỹ thuật số, và hiển thị. Các dự án K1A2 sẽ cung cấp bộ dụng cụ nâng cấp cho xe tăng K1 và K1A1 hiện hành của nước Cộng hoà của Lục quân và Thủy quân lục chiến Hàn Quốc.